# تاريخ ميلاد يسوع
لم يذكر اى أناجيل أو مرجع تاريخي تاريخ ميلاد المسيح لكن معظم علماء الكتاب المقدس يفترضون أن سنة الميلاد بين 6 و 4 قبل الميلاد بدون دليل تاريخي ولكن تقدير السنة من خلال ثلاثة مناهج مختلفة:
(أ) من خلال تحليل الإشارات إلى الأحداث التاريخية المعروفة المذكورة في روايات الميلاد في أناجيل لوقا ومتى
(ب)) من خلال تقدير بداية خدمة السيد المسيح
(ج) المحاذاة الفلكية أو الفلكية

## سنة الولادة

### حسابات المهد
إنجيل متى ولوقا في العهد الجديد ركزوا بشكل عام على العناصر اللاهوتية بدلاً من التسلسل الزمني التاريخي فقط يقرن ولادة يسوع بزمن هيرودس الكبير
إنجيل متى 2: 1 يذكر أن «السيد المسيح ولد في بيت لحم أيام هيرودس الملك» الذي توفي في 4 قبل الميلاد
كما يشير أيضًا إلى أن السيد المسيح كان يمكن أن يكون قد بلغ عامين من العمر وقت زيارة المجوس لأن هيرودس أمر بقتل جميع الأولاد حتى سن عامين
في كتابه آثار اليهود وصف المؤرخ يوسيفوس ميلاد السيد المسيح أثناء تعداد كيرينيوس الذي حدث حوالي 6 م
يستبعد معظم العلماء التعداد ويقبلون عمومًا تاريخ الميلاد بين 6 و 4 قبل الميلاد وهو العام الذي توفي فيه هيرودس

### أدلة إنجيلية أخرى
هناك طريقة أخرى لتقدير سنة الميلاد تستند إلى محاولة التقدير بالعكس من النقطة التي بدأ فيها السيد المسيح الكرازة، باستخدام العبارة الواردة في لوقا 3:23 أنه كان "حوالي 30 سنة" في ذلك الوقت بعد أن تعمد يوحنا المعمدان في "السنة الخامسة عشرة من حكم طيباريوس قيصر والتي يقدر العلماء أنها ستحدد السنة. حوالي 28 - 29 بعد الميلاد
نظرية أخرى هي أن وفاة هيرود كانت متأخرة بعد كسوف يناير 1 قبل الميلاد أو حتى 1 بعد الميلاد بعد الخسوف الذي حدث في 1 ديسمبر قبل الميلاد
تم تأكيد هذا التاريخ بشكل مستقل من خلال إشارة
يوحنا في يوحنا 2:20 بدأ يسوع خدمته خلال عيد الفصح وكان الهيكل في عامه السادس والأربعين من البناء والتي تتوافق مع حوالي 27-29 م وفقًا لتقديرات العلماء

### نظريات مبنية على أدلة علمية
جادل البروفسوركولين همفريز جامعة كامبريدج في المجلة الفصلية للجمعية الملكية الفلكية: وضع ولادة يسوع في أو بالقرب من أبريل السنه 5 قبل الميلاد.

## اليوم والفصل
على الرغم من الاحتفال الحديث بعيد الميلاد في ديسمبر، لم يذكر إنجيل لوقا ولا إنجيل متى فترة ولادة يسوع.
تم تقديم الحجج العلمية فيما يتعلق بما إذا كان الرعاة يرعون قطعانهم خلال فصل الشتاء
ودافع البعض عن الفكرة من خلال الاستشهاد باعتدال الشتاء في مملكه يهودا والقواعد الحاخامية المتعلقة بالأغنام بالقرب من بيت لحم قبل فبراير
يقول ألكسندر موراي من كتاب «التاريخ اليوم» أن الاحتفال بعيد الميلاد باعتباره يوم ميلاد المسيح يعتمد على تاريخ العيد الوثني بدلاً من التحليل التاريخي
فقد كان ساتورناليا العيد الروماني لزحل، مرتبطًا بالانقلاب الشتوي في 17 ديسمبر وتم توسيعها لاحقًا مع الاحتفالات حتى 23 ديسمبر فقط.
تم اقتراح مهرجان روماني لناتاليس سوليس إنفيكتى أيضًا، منذ الاحتفال به في 25 ديسمبر وكان مرتبطًا ببعض الأباطرة البارزين
من المحتمل أن يكون هذا العيد المسيحي قد اختير لتناقض المسيح وانتصاره على الوثنية في الواقع، تم توبيخ المتحولين الجدد الذين حاولوا إدخال عناصر وثنية في الاحتفالات المسيحية بشدة
بدلاً من ذلك، ربما تم اختيار 25 ديسمبر نظرًا لقربها من الانقلاب الشتوي بسبب أهميتها اللاهوتية الرمزية حيث يرى المسيحيون ان بعد الانقلاب الشمسي تبدأ الأيام في الإطالة بساعات أطول من ضوء الشمس، والتي أنها تمثل نور المسيح الذي يدخل العالم بناءً على ملاحظة يوحنا حول يسوع «يجب أن يزيد؛ يجب أن أنقص»
أقرب مصدر ذكر 25 ديسمبر كتاريخ ميلاد يسوع هو على الأرجح كتاب من تأليف هيبوليتوس الروماني، كتب في أوائل القرن الثالث لقد بنى وجهة نظره على افتراض أن الحمل بالمسيح حدث في الاعتدال الربيعي 25 مارس ثم أضاف تسعة أشهر لحساب تاريخ الميلاد
أيضًا جادل يوحنا الذهبي بتاريخ 25 ديسمبر في أواخر القرن الرابع، مبنيًا حجته على افتراض أن تقديم البخور المذكور في لوقا 1: 8-11 يشير إلى تقديم البخور من قبل رئيس كهنة ف يوم الغفران (أوائل أكتوبر)، وعلى النحو الوارد أعلاه، عد خمسة عشر شهرًا إلى الأمام
هذا على الأرجح تبريرًا بأثر رجعي لاختيار تم بالفعل بدلاً من محاولة حقيقية لاشتقاق تاريخ الميلاد الصحيح
أخيرًا قد يكون 25 ديسمبر إشارة إلى تاريخ عيد التكريس، الذي يحدث في 25 كيسليف من التقويم اليهودي